# Drapeau de Saint-Louis (Missouri)
Le drapeau de Saint-Louis, dans le Missouri, a été conçu par le professeur Theodore Sizer de l'université Yale. Il est officiel depuis 1964.
Le drapeau symbolise la confluence du Mississippi et du Missouri près de Saint-Louis, les cours d'eau étant sous la forme de lignes ondulées bleues entourées de blanc. L'intersection des lignes est recouverte par une fleur de lys qui symbolise l'héritage français de la ville et son nom, issu du roi Louis IX. Cette fleur de lys se situe sur un besant jaune qui rappelle l'achat de la Louisiane par les États-Unis. Les différentes couleurs utilisées reprennent celles des empires (Espagne, France, États-Unis) qui ont dominé la ville.
La Gateway Arch, qui est pourtant un symbole de la ville, n'est volontairement pas reprise pour ce drapeau.
Lors d'un sondage de la North American Vexillological Association (NAVA) en 2004, le drapeau de Saint-Louis a été jugé le 5e meilleur drapeau de ville du pays,.
Le drapeau de la ville de Mankato dans le Minnesota est relativement similaire,.